# Pic à tête blonde
Celeus flavescens
Espèce
Statut de conservation UICN

 LC  : Préoccupation mineure
Le Pic à tête blonde (Celeus flavescens) est une espèce de pics.

## Description
Cet oiseau mesure environ 27 cm. 

## Répartition
Cette espèce est présente au Brésil, de la rive nord de l'Amazone au Rio Grande do Sul, ainsi qu'au Paraguay et en Argentine.

## Habitat
Cet oiseau peuple les forêts, les vergers et la caatinga.

## Taxinomie
Benz et Robbins proposent en 2011, d'élever la sous-espèce Celeus flavescens ochraceus (Spix, 1824) au rang d'espèce à part entière, Celeus ochraceus. La CINFO attribue à cette dernière le nom normalisé de Pic ocré qui était jusqu'alors le nom normalisé de Celeus flavescens quand elle incluait ochraceus. Celeus flavescens devient le Pic à tête blonde.

### Sous-espèces
D'après la classification de référence (version 5.1, 2015) du Congrès ornithologique international, cette espèce est constituée des deux sous-espèces suivantes (ordre phylogénique) :
- Celeus flavescens intercedens Hellmayr, 1908 ;
- Celeus flavescens flavescens (Gmelin, 1788).

## Nidification
Le nid est creusé dans des eucalyptus morts, parfois à grande hauteur.

## Alimentation
Le Pic à tête blonde mange des fruits et des insectes. Bien qu'il soit arboricole, il lui arrive de descendre au sol pour capturer des fourmis et des termites.